# أكرم باشا (غواصة)
أكرم باشا (022) هي غواصة سوفيتية من فئة كيلو 636M مصممة للقوات البحرية الجزائرية. وتتمركز بالقاعدة البحرية بالمرسى الكبير.

## الوصف والتصميم
يبلغ طول الغواصة 73.8 مترًا وعرضها 9.9 مترًا وتبلغ إزاحتها 2350 مترًا مكعبًا على السطح و3950 مترًا تحت الماء. وهي مجهزة بمحركي ديزل دي جي 30 ومحرك كهربائي بي جي -141 إم، مما يمكنها من الوصول إلى سرعة 19.8 كيلومتر في الساعة في السطح و46 كيلومتر في الساعة تحت الماء.
الغواصة مسلحة بصواريخ إيجلا-1 سام (8 9M313) و18 طوربيد من طراز 533 تي تي، إضافةً إلى 24 لغم و4 صواريخ كروز من طراز كاليبر كلوب-إس 3إم-14إي، والتي يبلغ مداها القصوى 300 كيلومترًا وتستخدم للهجمات البرية أو لاستهداف السفن.
تحتوي المعدات الإلكترونية على متن الغواصة على رادار إم آر كيه-50 كاسكاد، ومجموعة إم جي كيه-400 روبيكون ساوندر، وسونار إم جي-519 عرفة، بالإضافة إلى أنظمة إم جي-512 فينت، إم جي-53، إم جي-553 شكيرت، إي سي إم إم آر بي-25، وآي دي بي-110إي إم.

## مقالات ذات صلة
- رايس حاج مبارك
- مصالي الحاج
- الحاج سليمان
- وارسينيس
- الهقار 032